# Épidémie de SRAS de 2002-2004
- Pays avec des décès confirmés
- Pays avec des infections confirmées
- Pays sans infections confirmées

L’épidémie de SRAS de 2002-2004 est une épidémie de syndrome respiratoire aigu sévère, une maladie émergente causée par le coronavirus SARS-CoV, ayant commencé en novembre 2002 à Foshan en Chine. Plus de 8 000 personnes sont infectées et au moins 916 personnes en sont décédées dans le monde.
Cette épidémie est considérée comme éteinte depuis mai 2004.

## Propagation du virus
Reconnu comme assez contagieux (R0 ≈ 2–3, contre 12–18 pour la rougeole), et fortement létal (9 % contre 63 % pour Ebola), le virus SARS-CoV se répand à partir de novembre 2002. Parti de Chine, il parcourt rapidement le globe en suivant les axes du transport de voyageurs international et atteint 29 pays en quelques mois (cf. Tableau ci-dessous). L'évolution des contaminations est exponentielle jusqu'en mai 2003 (cf. graphique ci-dessous), puis se stabilise avant de chuter.

Évolution mondiale de la contamination (en bleu, mensuelle; en orange, cumulative) et du nombre de décès (en rouge) au SRAS en 2003

| Pays               | Cas   | Décès | Létalité |
| ------------------ | ----- | ----- | -------- |
| Afrique du Sud     | 1     | 1     | 100 %    |
| Allemagne          | 9     | 0     | 0 %      |
| Australie          | 6     | 0     | 0 %      |
| Canada             | 251   | 43    | 17 %     |
| Chine continentale | 5 327 | 349   | 7 %      |
| Corée du Sud       | 3     | 0     | 0 %      |
| Espagne            | 1     | 0     | 0 %      |
| États-Unis         | 27    | 0     | 0 %      |
| France             | 7     | 1     | 14 %     |
| Hong Kong          | 1 755 | 299   | 17 %     |
| Inde               | 3     | 0     | 0 %      |
| Indonésie          | 2     | 0     | 0 %      |
| Irlande            | 1     | 0     | 0 %      |
| Italie             | 4     | 0     | 0 %      |
| Koweït             | 1     | 0     | 0 %      |
| Macao              | 1     | 0     | 0 %      |
| Malaisie           | 5     | 2     | 40 %     |
| Mongolie           | 9     | 0     | 0 %      |
| Nouvelle-Zélande   | 1     | 0     | 0 %      |
| Philippines        | 14    | 2     | 14 %     |
| Roumanie           | 1     | 0     | 0 %      |
| Royaume-Uni        | 4     | 0     | 0 %      |
| Russie             | 1     | 0     | 0 %      |
| Singapour          | 238   | 33    | 14 %     |
| Suède              | 5     | 0     | 0 %      |
| Suisse             | 1     | 0     | 0 %      |
| Taïwan             | 346   | 37    | 11 %     |
| Thaïlande          | 9     | 2     | 22 %     |
| Viêt Nam           | 63    | 5     | 8 %      |
| Total              | 8 096 | 774   | 9,6 %    |

## Chronologie

### Novembre 2002
Le 16 novembre 2002, un fermier du district de Shunde, dans la ville de Foshan, est identifié comme le probable patient zéro. Le 10 février 2003, la république populaire de Chine informe l'Organisation mondiale de la santé (OMS) de l'épidémie, et mentionne 305 contaminations dont 105 personnels de santé, et 5 décès. Plus tard, elle indiquera que l'épidémie dans le Guangdong a culminé à la mi-février 2003 mais on en était loin puisque 806 cas d'infection et 34 décès ont été signalés par la suite.
Au début de l'épidémie, le gouvernement chinois freine les organes de presse quand ils veulent traiter du SRAS, retarde la notification à l'OMS, et n'informe pas les citoyens chinois en dehors de ceux de la province du Guangdong, d'où la maladie serait originaire. Une équipe de l'OMS envoyée à Pékin n'est pas autorisée à visiter la province du Guangdong avant plusieurs semaines, entrainant des critiques internationales qui ont conduit à un léger changement de politique gouvernementale début avril.

### Janvier 2003
Le premier patient superinfecteur est probablement un poissonnier qui s'est rendu à l'hôpital Sun Yat-sen de Canton le 31 janvier. Il y a infecté 30 personnels de santé et le virus s'est rapidement propagé aux hôpitaux voisins.

### Février 2003

#### Hong Kong
En février 2003, l'épidémie atteint Hong Kong. Le patient zéro dans la péninsule est un médecin venu assister à un mariage ; or il faisait partie du personnel de l'hôpital Sun Yat-Sen dans le Guangdong et avait soigné des patients atteints du SRAS. Le 21 février, le docteur et son épouse logent à l'hôtel Metropole et rendent visite à leur famille. Le 22 février au matin, le docteur se rend à l'hôpital de Kwong Wah pour se faire soigner. Il avertit le personnel de la gravité de la maladie et demande à être mis à l'isolement. Il meurt le 4 mars.
Ce médecin chinois a également joué le rôle involontaire de superinfecteur du SRAS: 23 autres clients de l'hôtel Metropole développent le SRAS, dont sept au même étage que lui. Son beau-frère est hospitalisé à l'hôpital le 1er mars et meurt le 19 mars. On estime qu'environ 80 % des cas de Hong Kong sont dus à ce patient zéro.

#### Vietnam
À la fin du mois, le virus apparait à Hanoï, au Viêt Nam, véhiculé par un citoyen chinois qui avait logé dans le même hôtel que le patient zéro à Hong Kong. Il est admis à l'Hôpital français de Hanoi le 26 février, où il infecte au moins 38 membres du personnel. Il est évacué à Hong Kong, où il meurt le 13 mars. Un spécialiste des maladies infectieuses de l'Organisation mondiale de la santé, Carlo Urbani, examine le patient et observe la très grande contagiosité, la nouveauté et la dangerosité de la maladie. Il avertit immédiatement l'OMS, qui déclenche en retour une réponse très efficace.  Il est lui-même infecté et meurt le 29 mars,.

#### Canada
À la même époque, une femme âgée, qui avait également résidé à l'hôtel Metropole de Hong Kong, rentre chez elle à Toronto, au Canada (23 février). Elle meurt à son domicile le 5 mars. Son fils est contaminé, et meurt à son tour le 13 mars à l'Hôpital Scarborough Grace, d'où l'épidémie se propage.

#### Taïwan
À Taïwan, le 25 février, un homme d'affaires revenant de Hong Kong et de Guangdong rentre chez lui. Il contamine le personnel médical qui s'occupe de lui, ainsi que les membres de sa famille. Le personnel médical n'était pas au courant des risques et n'utilisait pas de protection respiratoire telle que des masques.

### Mars 2003
À Singapour, le 1er mars, une jeune femme de 26 ans, qui avait résidé à l'hôtel de Hong Kong, est admise à l'hôpital Tan Tock Seng. Elle se rétablit, mais des membres de sa famille sont contaminées et meurent.
À Hong Kong, le 4 mars, un homme de 27 ans, qui avait rendu visite à un invité au 9e étage de l'hôtel Métropole 11 jours plus tôt, est admis à l'hôpital Prince of Wales de Hong Kong. Au moins 99 employés de l'hôpital (dont 17 étudiants en médecine) sont infectés lors de son traitement.
En Thaïlande, le 11 mars, le Dr Carlo Urbani est à Bangkok, en Thaïlande, pour assister à une conférence médicale. Maladif pendant le vol, il dit à un ami qui l'attend à l'arrivée de ne pas le toucher, d'appeler une ambulance et de l'emmener à l'hôpital. Il est isolé dans une unité de soins intensifs. Le 29 mars, Urbani meurt à Bangkok d'une crise cardiaque.
Le 12 mars, l'OMS émet une alerte mondiale concernant l'émergence d'une nouvelle maladie infectieuse d'origine inconnue au Vietnam et à Hong Kong. Le 15 mars, l'OMS publie une nouvelle alerte sanitaire mondiale, de niveau supérieur, parlant d'une mystérieuse pneumonie et de SRAS après que les cas à Singapour et au Canada sont identifiés. L'alerte comprend un avis destiné aux voyageurs internationaux, aux professionnels de la santé et aux autorités sanitaires. Aux États-Unis, le Center for Disease Control (CDC) émet un avis défavorable aux voyageurs qui envisagent de se rendre dans les régions touchées d'Asie (Hong Kong, Singapour, Vietnam et Chine).
Le 17 mars, un réseau international de 11 laboratoires est créé pour déterminer la cause du SRAS et développer des traitements potentiels. Le CDC américain déclare que 14 cas suspects de SRAS font l'objet d'une enquête. Le 20 mars, l'OMS signale que certains hôpitaux au Vietnam et à Hong Kong fonctionnent avec la moitié du personnel habituel car de nombreux travailleurs restent chez eux par crainte d'être infectés. L'OMS se déclare préoccupée par le fait que des soins de qualité inférieure aux patients infectés pourraient contribuer à la propagation de la maladie.
Le 25 mars, les autorités de Hong Kong déclarent que neuf touristes ont contracté la maladie auprès d'un Chinois du continent qui est monté à bord du même avion le 15 mars, le vol 112 d'Air China à destination de Pékin. Le gouvernement de Singapour commence à imposer une quarantaine obligatoire à toute personne infectée.
Le 27 mars, le Ministère de l'éducation et de la main-d'œuvre de Hong Kong ferme les établissements d'enseignement. Le ministère de l'Éducation de Singapour annonce que toutes les écoles primaires, secondaires et collèges vont être fermées jusqu'au 6 avril 2003. Les écoles polytechniques et les universités ne sont pas concernées.

#### Le cas particulier du lotissement Amoy Gardens de Hong Kong
Le 30 mars, les autorités de Hong Kong mettent en quarantaine le lot E du lotissement Amoy Gardens en raison d'une épidémie massive (plus de 200 cas) dans le bâtiment. L'aile est complètement fermée et gardée par la police. Les résidents de l'immeuble sont transférés au camp de vacances Lei Yue Mun et placés en quarantaine. Ils déménagent au village de vacances Lady MacLehose le 1er avril, car l'immeuble est considéré comme un danger pour la santé. La plupart des contaminations se produisent entre des appartements orientés au nord-ouest qui partagent les mêmes tuyauteries d'évacuation des eaux usées. Selon des premières hypothèses (issues des milieux gouvernementaux), le virus a été introduit dans la résidence par un patient atteint d'une maladie rénale (et du SARS) qui s'était rendu à l'hôpital Prince of Wales pour rendre visite à son frère aîné vivant au septième étage. On disait alors que le virus s'est propagé dans le système d'adduction d'eau, par transmission aérienne, parce que certains des siphons en U des sols de salle de bain étaient asséchés et qu'une brise maritime soufflait dans les communs et dans la cage d'escalier de la résidence. Depuis, on est sûr que le virus s'est propagé par le biais de gouttelettes ou aérosols. À la suite de ce cas, Lisa Casanova avait écrit en 2009 « que si le SRAS devait réapparaître à l'avenir, l'eau contaminée par les déchets fécaux d'individus infectés pourrait être un véhicule de transmission […], l'eau contaminée par ces virus pourrait continuer à poser un risque d'exposition même après que les individus infectés ne sont plus présents ».

### Avril 2003
Le 1er avril, le gouvernement américain rappelle le personnel non essentiel de ses consulats à Hong Kong et Guangzhou et conseille aux citoyens américains de ne pas se rendre dans la région.
Le 2 avril, les responsables médicaux chinois commencent à parler d'épidémie. La province du sud du Guangdong en Chine signale 361 nouvelles infections et 9 nouveaux décès. Le virus est détecté à Pékin et à Shanghai.
L'OMS conseille aux voyageurs d'éviter Hong Kong et Guangdong.
Le 3 avril, une équipe scientifique de l'OMS atterrit à Guangzhou. Dans le lotissement d'Amoy Gardens à Hong Kong, quinze résidents mis en quarantaine au camp de vacances de Lei Yue Mun sont transférés au centre de loisirs en plein air de Sai Kung après une émeute durant la nuit sur le partage des toilettes.
Le 4 avril, l'équipe de l'OMS étudie le premier cas d'infection dans le comté de Foshan. L'homme a infecté quatre personnes mais n'a pas infecté sa famille. Un spécialiste chinois de la santé reconnait lors d'une conférence de presse ne pas avoir informé le public suffisamment tôt de l'épidémie. Dans le même temps, le ministre chinois de la Santé affirme que la maladie est sous contrôle dans la plupart des régions de la Chine continentale et donne une liste de sept médicaments qui, selon lui, sont efficaces pour guérir le SRAS.
Le gouvernement américain impose la quarantaine obligatoire de toute personne infectée.
Le 5 avril, le gouvernement de Singapour annonce la prolongation des fermetures d'écoles.
Le 6 avril, un cas de SRAS est découvert à Manille, chez une personne revenue de Hong Kong.
Le 8 avril, le SRAS se répand aux lotissements voisins d'Amoy Gardens à Hong Kong. Les spécialistes de l'OMS restent prudemment optimistes sur la possibilité de contenir la maladie.
Le 9 avril, un professeur américain à l'École polytechnique de Shenzhen meurt du SRAS dans un hôpital de Hong Kong. Le gouvernement chinois modifie sa politique sanitaire, et ouvre plus largement ses hôpitaux.
Le 11 avril, l'Organisation mondiale de la santé émet une alerte sanitaire mondiale pour le SRAS alors qu'il devient clair que la maladie se propage par les voyages aériens mondiaux.
Le 12 avril, le Centre d'étude du génome Michael-Smith (issu de l'Agence de Colombie-britannique sur le cancer), annonce avoir décodé le patrimoine génétique du virus soupçonné d'être à l'origine de la maladie. À Toronto, trois personnes meurent du SRAS, ce qui porte le nombre de morts au Canada à 13.
Le 16 avril, l'OMS publie un communiqué de presse indiquant que le coronavirus identifié par un certain nombre de laboratoires est la cause officielle du SRAS. Le virus est officiellement nommé virus du SRAS.
Le 17 avril, un premier cas de SRAS en Inde est signalé,.
Le 19 avril, le Premier ministre chinois menace les responsables locaux qui ne signalent pas les cas de SRAS. Le SRAS prend de l'importance dans les médias chinois; des rapports quotidiens sont donnés sur les nouveaux cas et les nouvelles mesures. Le 20 avril, le maire de Pékin ainsi que le ministre de la Santé sont remplacés. Les autorités parlent de 300 cas à Pékin, puis de 407, et reconnaissent la sous-déclaration des cas.
Le 22 avril, les écoles de Hong Kong rouvrent par étapes.
Le 23 avril, Pékin ferme les écoles primaires et secondaires pendant deux semaines. Certaines facultés de l'Université de Pékin sont également fermés. L'OMS émet des avis aux voyageurs contre les voyages à Pékin, Toronto et Shanxi.
Plusieurs cas de SRAS sont diagnostiqués à Taïwan, en particulier à l'hôpital municipal,,. Le gouvernement ferme l'hôpital, contre l'avis du personnel de l'hôpital, et met en quarantaine ses 930 employés et 240 patients pour deux semaines.
Le 24 avril, le gouvernement de Hong Kong annonce une subvention de 12 milliards de dollars (HKD) destinée à aider les secteurs du tourisme, du divertissement, de la vente au détail et de la restauration.
Le 26 avril, les théâtres, les discothèques et autres lieux de divertissement sont fermés à Pékin, en même temps que magasins, restaurants, marchés, bars, universités, écoles et de nombreuses autres entreprises. Ministères et grandes banques d'État travaillent avec des effectifs minimaux.
Le 28 avril, l'OMS déclare éteinte l'épidémie au Vietnam, aucun nouveau cas n'ayant été signalé depuis 20 jours.
Le 29 avril, les pays membres de l'ANASE et la Chine se réunissent en urgence à Bangkok, en Thaïlande, sans grand succès: seule la création d'un groupe de travail et une norme de contrôle sanitaire uniforme dans les aéroports sortent du cénacle.
Le 30 avril, l'Organisation mondiale de la santé lève l'avertissement sur les voyages à Toronto.

### Mai 2003
Le 3 mai, la Coupe du Monde féminine de la FIFA est déplacée aux États-Unis, conservant pour la Chine sa qualification automatique.
Le 4 mai, le nombre de personnes nouvellement infectées à Hong Kong tombe à un seul chiffre.
Le 19 mai, la réunion annuelle de l'OMS se tient à Genève.
Le 20 mai, l'OMS refuse de lever l'alerte touristique pour Hong Kong et Guangdong, mais l'accepte trois jours plus tard après un recompte du nombre de patients.
Le 24 mai, le nombre de patients nouvellement infectés atteint zéro à Hong Kong, pour la première fois depuis l'émergence en mars.
Le 24 mai, une vingtaine de nouveaux patients sont signalés à Toronto. Au 29 mai, plus de 7 000 personnes sont en quarantaine au Canada.
À Taïwan, les administrateurs et le personnel de la section Hoping de l'hôpital municipal de Taïwan font l'objet de mesures disciplinaires de la part du gouvernement, et la fermeture de l'hôpital est envisagée,,,. Le directeur du Bureau de santé de Taïwan démissionne le 25 mai. Le ministère de la Santé agrandit les installations médicales dédiées au traitement des patients atteints du SRAS.
Le 31 mai, Singapour est retirée de la liste établie par l'OMS des « zones infectées ».

### Juillet 2003
Le 5 juillet, Taïwan est retirée de la liste établie par l'OMS des « zones infectées ».
Le premier patient français atteint du virus, médecin travaillant fréquemment à l'Hôpital français de Hanoï, effectue son retour par avion jusqu'à Paris puis Tourcoing, où il est hospitalisé et isolé. le Dr Jacques-Yves-Ketelers décède des suites du virus le 8 juillet. En 2004, un candidat-vaccin contre le SARS-CoV-1 fait l’objet d’une déclaration d’invention (DI) par l'Institut Pasteur, mais il ne sera jamais expérimenté chez l’homme car, quand il était prêt, l’épidémie était terminée, et il n’y avait plus de patients sur lesquels proposer de le tester.

### Octobre et novembre 2003
La Fête du port de Hong Kong est organisée du 17 octobre au 11 novembre 2003, dans le cadre d'un programme d'un milliard de dollars hongkongais pour relancer l'économie de Hong Kong après le SRAS. Il s'agit d'un événement financé par le gouvernement et géré par InvestHK, en collaboration avec la Chambre de commerce américaine.

### Décembre 2003
Le 10 décembre, un chercheur d'un laboratoire sur le SRAS à Taïwan est infecté après son retour de Singapour pour une conférence. 74 personnes sont mises en quarantaine à Singapour mais aucune n'est infectée.
Le 27 décembre, la Chine annonce un cas de SRAS dans le Guangdong, chez un individu qui n'est pas chercheur sur le SRAS.

### Janvier 2004
Le 5 janvier, la Chine confirme que le cas signalé en décembre est un cas de SRAS d'origine sauvage.
Le 10 janvier, un employé de restaurant à Guangdong tombe malade: c'est le deuxième cas de SRAS d'origine sauvage depuis que l'épidémie est contenue.
Le 17 janvier, la Chine annonce un troisième cas de SRAS à Guangzhou.
Les spécialistes de l'OMS demandent des tests fiables pour établir les trois cas. Ils révèlent avoir détecté le virus dans les cages à civettes palmistes masquées du restaurant où travaillait le deuxième cas et dans les cages à civettes sur le marché. Les civettes sont abattues sur les marchés, de peur qu'elles représentent un réservoir pour la maladie.
Le 31 janvier, la Chine annonce un quatrième cas de SRAS chez un médecin de 40 ans originaire de la ville de Guangzhou, dans le sud du pays.

### Avril 2004
La ville de Pékin et la province d'Anhui connaissent une résurgence de SRAS. Le 19 avril, une femme de 53 ans meurt; neuf nouveaux cas sont détectés, dont un étudiant et un chercheur du Centre chinois de contrôle et de prévention des maladies.

### Mai 2004
Cinq nouveaux cas de SRAS sont signalés à Pékin le 1er mai, tous liés à un laboratoire de recherche de l'Institut national de virologie à Pékin. « Les cas étaient liés à des expériences utilisant des coronavirus vivants et inactifs du SRAS dans les instituts de virologie et de diarrhée du CDC où des recherches interdisciplinaires sur le virus du SRAS sont menées. »  Le nombre total de cas est de six, quatre à Pékin et deux à Anhui.
Le 2 mai, la Chine annonce que la résurgence de SRAS a entrainé la contamination de neuf personnes. 189 personnes sont libérées de leur quarantaine.
Le 18 mai, aucune nouvelle infection n'ayant été signalée pendant une période de trois semaines, l'OMS annonce que la Chine est indemne de nouveaux cas de SRAS, mais déclare que « des problèmes de biosécurité persistent ».

## Événements ultérieurs
Les causes de l'extinction de l'épidémie demeurent obscures. On pense que les mesures de confinement ont limité la propagation du virus au point qu'il n'a plus trouvé à se répliquer. Des facteurs liés à l'écologie du virus lui-même expliquent peut-être sa propre extinction. Ainsi résiste-t-il mal aux environnements tropicaux: « le SRAS [Syndrome respiratoire aigu sévère] s’est arrêté il y a quelques années au Vietnam parce que les températures étaient trop élevées pour l’environnement et pour le virus », explique sur LCI le Dr Gérald Kierzek. De même, le faible nombre de patients asymptomatiques favorise une prise en charge médicale rapide, et donne de l'avance aux équipes sanitaires.
En octobre 2004, lors d'un voyage à Pékin, le président de la République, Jacques Chirac, scelle une alliance avec son homologue chinois et les deux pays décident de s’associer pour lutter contre les maladies infectieuses émergentes. Ce partenariat aboutit à la construction d'un laboratoire de type P4 à l'institut de virologie de Wuhan en dépit des réticences des experts français en guerre biologique du secrétariat général de la Défense et de la Sécurité nationale (SGDSN) qui redoutent qu'un P4 puisse se transformer en outil de guerre biologique. Cette inquiétude alimente les théories catastrophistes et complotistes.

### Sources
- Cellule de crise – Pandémies : la traque planétaire, 2017 [voir en ligne] [présentation en ligne]